# انالالاوا
انالالاوا (به لاتین: Analalava) یک منطقهٔ مسکونی در ماداگاسکار است که در سوفیا (ماداگاسکار) واقع شده‌است.

## خصوصیات
انالالاوا ۱۰٬۰۰۰ نفر جمعیت دارد و ۴۱ متر بالاتر از سطح دریا واقع شده‌است.